# Alexander Gamper
Alexander Gamper (* 3. Dezember 1975 in Kitzbühel) ist ein österreichischer Politiker der Freiheitlichen Partei Österreichs (FPÖ). Seit März 2018 ist er Abgeordneter zum Tiroler Landtag.

## Leben

### Ausbildung und Beruf
Alexander Gamper besuchte nach der Volks- und Hauptschule in St. Johann in Tirol die dortige Polytechnische Schule. Anschließend absolvierte er von 1991 bis 1994 eine Lehre zum Hotel- und Gastgewerbeassistenten. Nach dem Präsenzdienst nahm er an mehreren mehrmonatigen Auslandseinsätzen für das Bundesheer als Soldat der Vereinten Nationen und NATO in Bosnien und Herzegowina, Syrien und Kosovo teil.
Von 2006 bis 2017 war er Berater, Werber und Grafiker, diese Tätigkeit wurde aufgrund seiner politischen Arbeit ruhend gestellt. Seit 2014 ist er staatlich geprüfter Behinderten-Skiinstruktor und Langlauflehrer.

### Politik
Seit 2014 ist er Stadtparteiobmann der FPÖ Kitzbühel. 2015 wurde er Mitglied im Landesparteivorstand der FPÖ Tirol, ab 2017 fungierte er als Bezirksparteiobmann-Stellvertreter der FPÖ im Bezirk Kitzbühel. 2021 wurde er zum FPÖ Bezirksparteiobmann des Bezirkes Kitzbühel gewählt. Im März 2025 wurde er als Bezirksparteiobmann bestätigt.
Am 3. Juli 2022 wurde Gamper zum Stellvertreter von Landesparteiobmann Markus Abwerzger gewählt. Aufgrund seines Mandates im Tiroler Landtag ist Alexander Gamper ebenfalls Mitglied der FPÖ Bundesparteileitung mit Sitz und Stimmrecht.

### Mandate
Von 2016 bis 2022 war er Mitglied des Gemeinderates der Stadt Kitzbühel und Ausschussobmann für den Ausschuss Innenstadt, ruhender Verkehr und Taxis. Am 28. März 2018 wurde er in der konstituierenden Landtagssitzung der XVII. Gesetzgebungsperiode als Abgeordneter zum Tiroler Landtag angelobt, wo er dem Ausschuss für Wohnen und Verkehr, dem Ausschuss für Land- und Forstwirtschaft, Umwelt und Nachhaltigkeit sowie dem Ausschuss für Wirtschaft, Tourismus, Energie und Technologie angehört.
Bei der Landtagswahl 2022 kandidiert er auf dem sechsten Listenplatz der Landesliste und zog erneut im Landtag ein, wo er im Notstandsausschuss, Finanzkontrollausschuss, Ausschuss für Sicherheit, Gesellschaft, Generationen und Sport und Ausschuss für Arbeit, Wirtschaft, Industrie, Tourismus, Digitalisierung und Technologie angehört.
Am 27. Februar 2022 war Gamper erneut Spitzenkandidat der Freiheitlichen bei den Gemeinderatswahlen der Stadt Kitzbühel und wurde im Rahmen der konstituierenden Sitzung am 21. März 2022 als Stadtrat angelobt. In seiner Funktion als Stadtrat bedient er den Bereich Sicherheit, Zivil und Katastrophenschutz. Er ist zudem Obmann des Überprüfungsausschusses.

### Weitere Funktionen
Am 23. November 2023 wurde Gamper als Beirat für Sicherheitsangelegenheiten in den Aufsichtsrat der Bergbahn AG Kitzbühel gewählt. 